# Sokol Matica
Le sokol Matica (en serbe cyrillique : Соколски дом Матица ; en serbe latin : Sokolski dom Matica) est situé à Belgrade, la capitale de la Serbie, dans la municipalité urbaine de Savski venac. Construit entre 1929 et 1935, le bâtiment du sokol est inscrit sur la liste des biens culturels de la Ville de Belgrade.

## Présentation

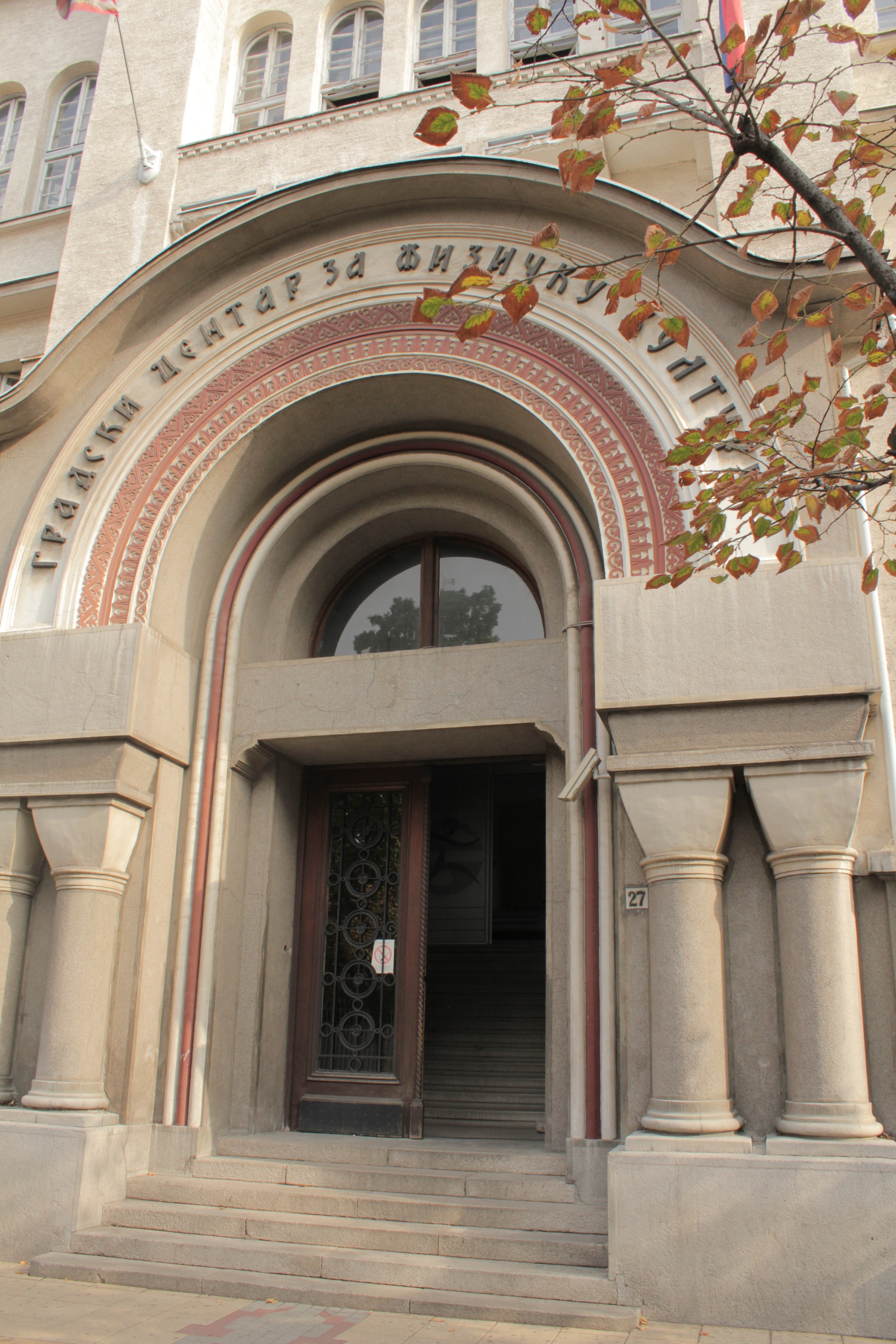
Détail du portail principal

Le sokol Matica, situé 27 rue Deligradska, a été construit entre 1929 et 1935, selon des plans de l'architecte Momir Korunović, qui soutenait le mouvement Sokol. Sur le terrain, le suivi des travaux était exercé par l'architecte Matić et par l'ingénieur Ristić. Le portail principal a été dessiné par Nikola Krasnov ; il prend la forme d'une grande arcade supportée par deux paires de colonnes.
Pendant la construction, le plan originel a été modifié, avec une accentuation de la symétrie ; des motifs médiévaux et néoromantique vinrent orner la façade.
En 1941, le grand hall fut orné de fresques peintes par Živorad Nastasijević ; l'une d'entre elles, intitulée Pour l'honneur de la patrie, retrace l'un des épisodes les plus difficiles de l'histoire serbe, l'exode de l'armée serbe à travers l'Albanie, lors de la Première Guerre mondiale. Blanchi après la Seconde Guerre mondiale, le bâtiment a été restauré en 1970-1971.